# Daniel Stampe
Daniel Stampe (født 27. juli 1996 i Gentofte) er en cykelrytter fra Danmark, der er på kontrakt hos BHS-PL Beton Bornholm.

## Karriere
Stampe startede sin cykelkarriere hos Frederiksberg Bane- og Landevejsklub, hvor han fra starten kørte i D-rækken. I 2017 skiftede han fra barndomsklubben eliteteamet Team ACR-FBL Elite. Fra november 2020 blev han træner for klubbens licensryttere.

## Meritter
2020
2. plads, #HurtigJoakimLøbet
2021
1. plads, ABC Linjeløb
 Samlet vinder af Campione Pinse Cup
1. plads, 2. etape
2. plads, 1. etape
2. plads, Frederiksberg El løbet
2023
1. plads, 2. etape af Tour of Istanbul
3. plads, #HurtigJoakimLøbet
2024
1. plads, 3. etape af Tour of Lithuania
1. plads, Hadsten Gade Grand Prix
2025
1. plads, Fyen Rundt